# جون والاس (لاعب كرة قدم أسترالية)
جون والاس (بالإنجليزية: John Wallace)‏ هو لاعب كرة قدم أسترالية أسترالي، ولد في 1 سبتمبر 1959.

## وصلات خارجية
- جون والاس على موقع AustralianFootball.com (الإنجليزية)
- جون والاس على موقع AFLtables.com (الإنجليزية)